# Alto Caparaó
Alto Caparaó is een gemeente in de Braziliaanse deelstaat Minas Gerais. De gemeente telt 5.257 inwoners (schatting 2009).

## Aangrenzende gemeenten
De gemeente grenst aan Alto Jequitibá, Caparaó, Espera Feliz, Ibitirama (ES) en Iúna (ES).